# WASP-24
WASP-24 är en ensam stjärna i mellersta delen av stjärnbilden Jungfrun. Den har en skenbar magnitud av ca 11,3 och kräver ett teleskop för att kunna observeras. Baserat på parallax enligt Gaia Data Release 2 på ca 3,1 mas, beräknas den befinna sig på ett avstånd på ca 1 060 ljusår (ca 325 parsek) från solen. Den rör sig närmare solen med en heliocentrisk radialhastighet på ca -18 km/s.

## Egenskaper
WASP-24 är en gul till vit stjärna av spektralklass F8/9 med en låg aktivitetsnivå. Den har en massa som är ca 1,13 solmassor, en radie som är ca 1,15 solradier och har en effektiv temperatur av ca 6 100 K. Stjärnans ytgravitation, log g= 4,15, och dess låga nivåer av litium tyder på att den troligen utvecklas bort från huvudserien.

## Planetsystem
Exoplaneten WASP-24b, upptäckt 2009 av Super WASP-projektet, är en het Jupiter med en massa av 1,091 Jupitermassa och en radie av 1,383 Jupiterradie. WASP-24b kretsar kring stjärnan på ett avstånd av 0,03619 AE eller ca 3,5 procent av medelavståndet mellan jorden och solen. Det är den enda planeten som ännu upptäckts kring WASP-24.
| Planet | Massa            | Halv storaxel (AE) | Siderisk omloppstid (d) | Excentricitet | Inklination   | Radie            |
| ------ | ---------------- | ------------------ | ----------------------- | ------------- | ------------- | ---------------- |
| b      | 1,091 ± 0,025 MJ | 0,03619 ± 0,00027  | 2,3412132 ±0,0000018    | <0,0388       | 83,30 ± 0,30° | 1,383 ± 0,039 RJ |